# Chupaca
Chupaca è una città del Perù, situata nella regione di Junín e capoluogo della provincia di Chupaca.